# Miangas
Miangas hoặc Palmas là hòn đảo cực bắc của Indonesia thuộc tỉnh Bắc Sulawesi.
Hòn đảo được người Tây Ban Nha phát hiện đầu tiên vào thế kỷ XVI và từng là đối tượng trong vụ tranh chấp lãnh thổ giữa Hoa Kỳ và Hà Lan được đem ra giải quyết tại Tòa Trọng tài Thường trực La Hay vào năm 1928 với kết quả đảo Palmas là lãnh thổ Hà Lan. Sau khi Indonesia giành độc lập, Palmas trở thành lãnh thổ Indonesia cho đến ngày nay.

## Tên gọi
Tên gọi miangas có nghĩa là "mở cửa cho cướp biển" vì cướp biển từ Mindanao, Philippines thường đến hòn đảo này. Vào thế kỷ XVI, hòn đảo được đổi tên thành Islas de las Palmas theo tiếng Tây Ban Nha, trong khi theo tiếng Bồ Đào Nha là Ilha de Palmeiras. Trong ngôn ngữ của người Sangi, hòn đảo được gọi là Tinonda hoặc Poilaten, có nghĩa là "những người sống tách biệt khỏi đất liền" và "hòn đảo của chúng ta".

## Lịch sử

### Phát hiện
Tháng 10 năm 1526, Garcia de Loaisa, một thủy thủ và nhà thám hiểm người Tây Ban Nha đã phát hiện ra hòn đảo.
Hòn đảo này đã được người Talaud sử dụng làm nơi phòng thủ chống lại các cuộc tấn công của vương quốc Sulu. Năm 1885, một trận dịch tả tràn đến hòn đảo, khiến cho hàng trăm người phải di tản đến đảo Karakelang.
Năm 1895, E. J. Jellesma, một cư dân Manado, đến thăm Miangas để khen ngợi các cư dân trên đảo vì đã từ chối cắm cờ của Tây Ban Nha. Jellesma tặng huân chương cho họ và cả cờ Hà Lan. Đi cùng với Jellesma là mục sư Pastor Kroll, người đã cải Đạo Tin Lành cho 254 cư dân. Sau chuyến thăm của Jellesma, hòn đảo được người Hà Lan viếng thăm lần nữa nào tháng 4 và tháng 10 năm 1909.

### Vụ kiện đảo Palmas
Theo Hiệp ước Paris 1898 giữa Hoa Kỳ và Tây Ban Nha được ký sau khi Chiến tranh Tây Ban Nha-Mỹ kết thúc với thắng lợi của Hoa Kỳ, Tây Ban Nha phải chuyển giao quyền cai trị Philippines cho Hoa Kỳ, trong đó có đảo Palmas. Ngày 21 tháng 1 năm 1906, tướng Mỹ Leonard Wood, Thống đốc tỉnh Moro chính thức đến thăm đảo lần đầu tiên. Tuy nhiên ông phát hiện trên đảo cắm cờ Hà Lan và đảo được tuyên bố thuộc về lãnh thổ Đông Ấn Hà Lan. Sau đó, Hoa Kỳ và Hà Lan trao đổi với nhau về vấn đề này nhưng không giải quyết được nên hai bên nhất trí đưa vụ vụ tranh chấp ra trước Tòa Trọng tài Thường trực La Hay bằng thỏa thuận ngày 23 tháng 1 năm 1925. Văn bản phê chuẩn việc thỏa thuận được trao đổi tại Washington vào ngày 1 tháng 4 năm 1925. Thỏa thuận được đăng ký vào Hội Quốc Liên Loạt Hiệp ước (League of Nations Treaty Series) vào ngày 19 tháng 5 năm 1925. Trọng tài viên duy nhất giải quyết vụ tranh chấp này là luật gia người Thụy Sĩ Max Huber. Ngày 4 tháng 4 năm 1928, Huber tuyên đảo Palmas là một phần của lãnh thổ Hà Lan.

### Sau khi Indonesia giành độc lập
Sau khi Hà Lan trao trả độc lập cho Indonesia thì chủ quyền đối với đảo Palmas cũng chuyển giao cho Indonesia. Vì vậy, ngày nay đảo Palmas là một phần lãnh thổ của nước Cộng hòa Indonesia.
Ngày 4 tháng 7 năm 1956, Indonesia, đại diện bởi Đại sứ Soehardjo Wirjopranoto và Philippines, đại diện bởi Đại sứ Jose Fuentebella, ký Thỏa thuận di trú giữa Cộng hòa Philippines và Cộng hòa Indonesia, cho phép cư dân tại Sangihe, Talaud, Nunukan, Balut và Sarangani có thẻ di trú được phép qua lại biên giới để giao thương, thăm gia đình, thờ cúng và du lịch. Ngày 16 tháng 9 năm 1965, Jusuf Ronodipuro của Indonesia và Leon T. Garcia của Philippines ký Chỉ thị và hướng dẫn thực hiện thỏa thuận di trú về hồi hương và qua lại biên giới giữa Cộng hòa Philippines và Cộng hòa Indonesia hướng dẫn cho Thỏa thuận di trú, qua đó Marore, Miangas, Mabila và Balut trở thành các trạm kiểm soát.
Năm 1972, đảo bị một cơn sóng thần tấn công và 90 người dân phải được chính quyền di tản đến  Bolaang-Mongondow.
Năm 2005, chính phủ Indonesia cấm con đường hàng hải từ Miangas đến Davao (Philippines). Trong cùng năm, cư dân tại Miangas vẫy cờ Philippines phản đối việc một quan chức giết chết một người dân địa phương.
Tháng 2 năm  2009, cơ quan du lịch Philippines xuất bản bản đồ có cả Miangas là một phần lãnh thổ Philippines. Tuy nhiên Bộ Ngoại giao Indonesia tuyên bố bản đồ này có thể chỉ được một công ty tư nhân xuất bản chứ không phải bởi chính phủ Philippines.
Một đài tưởng niệm mang tên Monumen Patung Santiago (Đài tưởng niệm Tượng Santiago) đã được xây dựng trên đảo năm 2010 để tưởng nhớ anh hùng Santiago, người đã bảo vệ hòn đảo khỏi sự xâm lược của Hà Lan.

## Địa lý
Miangas cách Manado, thủ phủ của Bắc Sulawesi 324 dặm và cách Davao 78 dặm. Đảo cũng cách Mindanao về phía đông nam 50 dặm. Chiều dài và chiều rộng của đảo lần lượt là 2 dặm và 0,75 dặm, diện tích tổng là 3,15 km².
Miangas thuộc về quận Nanusa, quần đảo Talaud. Hòn đảo hầu hết là đất thấp, trung bình 1,5 mét dưới mực nước biển. Nơi cao nhất của đảo cao 111 mét gọi là Gunung Batu, nằm ở đông bắc đảo, có nhiều cọ dừa. Góc đông bắc của đảo có vách đá cao 46 mét. Bờ biển đông bắc có dải đá ngầm dài 0,2 dặm.

## Giao thông
Cư dân Miangas thường di chuyển bằng thuyền chèo tay tự chế. Tuy nhiên theo lệnh mới của chính quyền Indonesia, họ bắt đầu sử dụng thuyền máy. Năm 2011, đã có những chuyến tàu đi đến đảo do Pelni, công ty hàng hải quốc gia của Indonesia tổ chức.

## Kinh tế
Cư dân Miangas sống chủ yếu bằng nghề đánh bắt cá trong khi phụ nữ đan chiếu bằng lá từ cây dứa dại.

## Nhân khẩu
Theo Điều Tra vào năm 2010, dân số của hòn đảo là 728 người. Cư dân trên đảo có thể nói tiếng Indonesia, Bisaya và  tiếng Anh; người già thường nói tiếng Tagalog.
Trên đảo có đồn công an và hai chốt quân sự. Về đời sống dân sự, đảo có chợ, văn phòng cảng và một nơi giao dịch ngân hàng.